# 瓦朗谢讷区
瓦朗谢讷区（法語：arrondissement de Valenciennes）是法国北部省所辖的一个区。总面积634.8平方公里，总人口351624，人口密度554人/平方公里（2018年）。主要城镇为瓦朗謝訥。

## 辖区
瓦朗谢讷区辖有82个市镇。